# بویوک مرجان‌لی
بویوک مرجان‌لی (ترکی آذربایجانی: Böyük Mərcanlı) یک منطقهٔ مسکونی در جمهوری آذربایجان است که در شهرستان جبرئیل واقع شده‌است.